# Jaskinia Racławicka
Jaskinia Racławicka (Grzmiączka) – jaskinia w południowo-zachodniej części wsi Racławice w gminie Jerzmanowice-Przeginia w powiecie krakowskim w województwie małopolskim. Znajduje się na Wyżynie Olkuskiej będącej częścią Wyżyny Krakowsko-Częstochowskiej.

## Opis jaskini
Długość wynosi 168 m, głębokość 26 m, wysokość otworu: 453 m n.p.m.

## Historia eksploracji i dokumentacji
Pierwszą informację o Jaskini Racławickiej zapisał w 1911 roku archeolog Stanisław Jan Czarnowski (1847–1929). W 1935 r. Z. Ciętak wykonał pierwszy plan i przekrój jaskini. W 1950 r. W. Szymczakowski odkrył zachodni korytarz w drugiej komorze. Jaskinia została zinwentaryzowana w 1950 r. przez Kazimierza Kowalskiego. W 1969 r. A. Górny oraz M. Czepiel odkryli studzienkę w pierwszej komorze oraz pochylnię w przejściu między salami. 1 kwietnia 1995 r. P. Ostrowski i M. Wiśniewski odkryli sale stalagmitową, a w kwietniu i lipcu 1996 r. J. Nowak, R. Suski i R. Marszałek odkryli niewielki trzymetrowy korytarzyk w studni wejściowej.
Po śmierci szesnastolatka, który wpadł do studni wlotowej w lipcu 1994 r., wejście zabezpieczono kratą i umieszczono tabliczkę informacyjną o parametrach jaskini.
|  |